# Ропажская волость
Ро́пажская волость (латыш. Ropažu pagasts) — административно-территориальная единица в составе Ропажского края Латвии. Административный центр — село Ропажи.
До 2009 года Ропажская волость входила в Рижский район; с переходом к новому территориальному делению в 2005 году был образован Ропажский край, в котором данная волость являлась единственной. В ходе административно-территориальной реформы 2021 года Ропажский край был реорганизован с присоединением соседних Гаркалнского и Стопинского краёв, а также города Вангажи из расформированного Инчукалнского края. Таким образом, в настоящее время Ропажская волость является частью новоучреждённого Ропажского края, центр которого перенесён в село Улброка.
Площадь волости — 326,4 км². Граничит с Гаркалнской и Стопинской волостями своего края, а также с Сигулдским, Огрским и Саласпилсским краями.

## Население
На 1 января 2010 года население волости (на тот момент — Ропажского края) составляло 7130 человек; на 2020 год — 6835 человек.
Национальный состав населения по итогам переписи населения Латвии 2011 года:
| Национальность | Численность, чел. (2011) | %        |
| -------------- | ------------------------ | -------- |
| Латыши         | 5102                     | 73,90 %  |
| Русские        | 1250                     | 18,11 %  |
| Белорусы       | 132                      | 1,91 %   |
| Украинцы       | 127                      | 1,84 %   |
| Поляки         | 80                       | 1,16 %   |
| Литовцы        | 56                       | 0,81 %   |
| Другие         | 157                      | 2,27 %   |
| всего          | 6904                     | 100,00 % |